# Hôtel Okura Kobe
L' Hôtel Okura Kobe (ホテル・オークレ神戸) est un gratte-ciel construit à Kōbe de 1987 à 1989 au Japon. Il mesure 135 mètres de hauteur et abrite un hôtel de 475 chambres de la chaîne Okura .
Il fait partie des 10 plus hauts gratte-ciel de Kobe.
L'immeuble a été conçu par l'agence d'architecture Kanko Kikaku Sekkeisha spécialisée dans la conception d’hôtels